# Ì
La Letra I (Con acento grave) se utiliza en la norma ISO 9: 1995 sistema de transliteración de Ucrania como la letra cirílica І. Esta letra no aparece en el idioma español así mismo como las demás vocales con la acentuación grave.
En el sistema Pinyin de romanización china, ì es una i con un tono descendente. Aparece en la lengua inventada Na'vi y en algunas más en su mayoría europeas como el italiano y el sardo